# Psechrus jaegeri
Espèce
Psechrus jaegeri est une espèce d'araignées aranéomorphes de la famille des Psechridae.

## Distribution
Cette espèce est endémique de la province de Champasak au Laos,. 
Sa présence est incertaine dans la province de Kanchanaburi en Thaïlande.

## Étymologie
Cette espèce est nommée en l'honneur de Peter Jäger.

## Publication originale
- Bayer, 2012 : The lace-sheet-weavers--a long story (Araneae: Psechridae: Psechrus). Zootaxa, no 3379, p. 1-170.